# Uta Kobayashi
Uta Kobayashi, född 6 augusti 2002, är en japansk konstsimmare.

## Karriär
Vid VM i Fukuoka i juli 2023 var Kobayashi en del av Japans lag som tog silver i det fria lagprogrammet. I februari 2024 vid VM i Doha var hon en del av Japans lag som tog silver i det fria lagprogrammet och brons i det tekniska lagprogrammet. Vid olympiska sommarspelen 2024 i Paris var Kobayashi en del av Japans lag som slutade på femte plats i lagtävlingen.
Vid VM 2025 i Singapore var Kobayashi en del av Japans lag som tog silver i det fria lagprogrammet.